# フィリップ・クリューヴァー

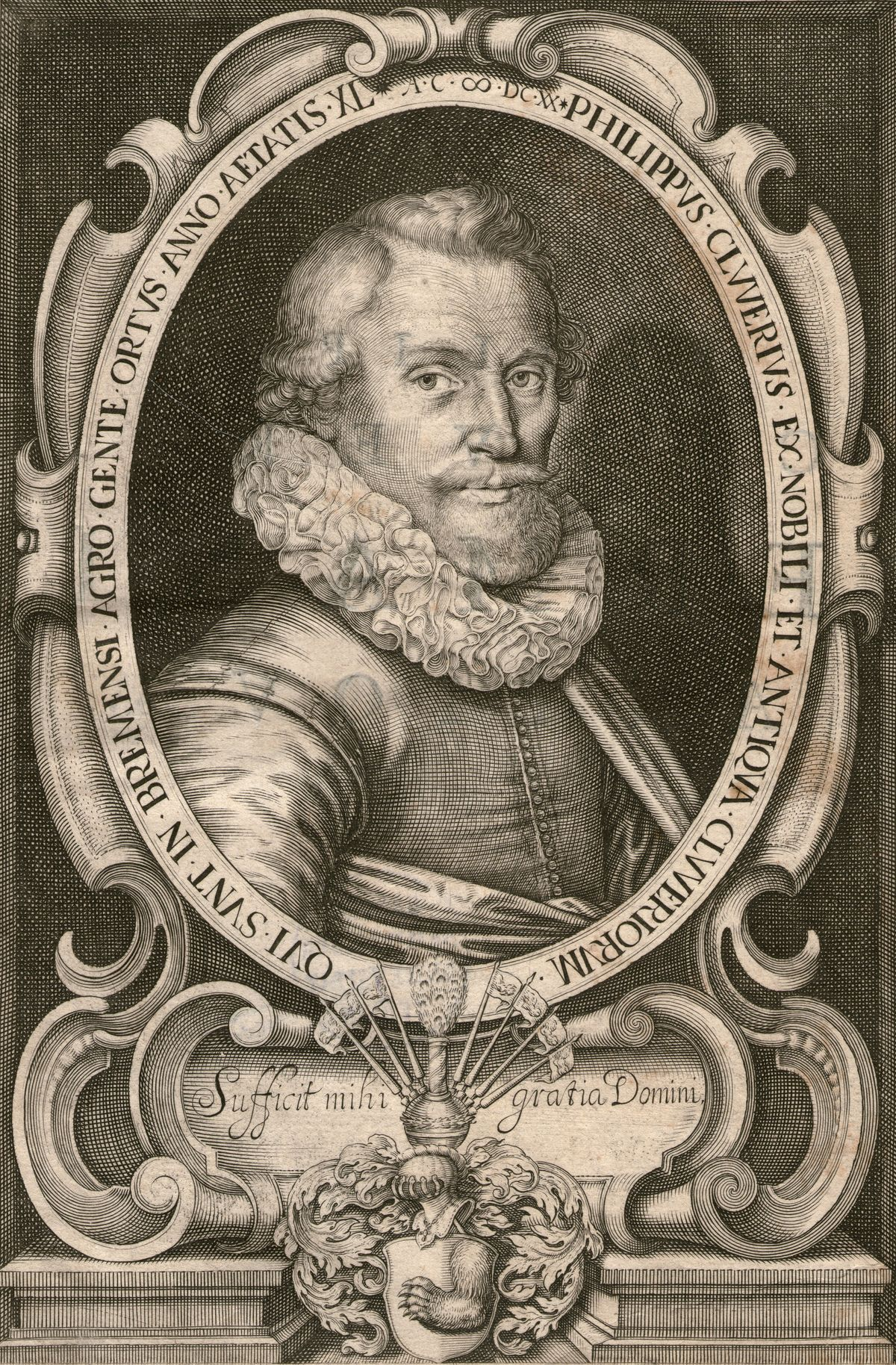
フィリップ・クリューヴァー

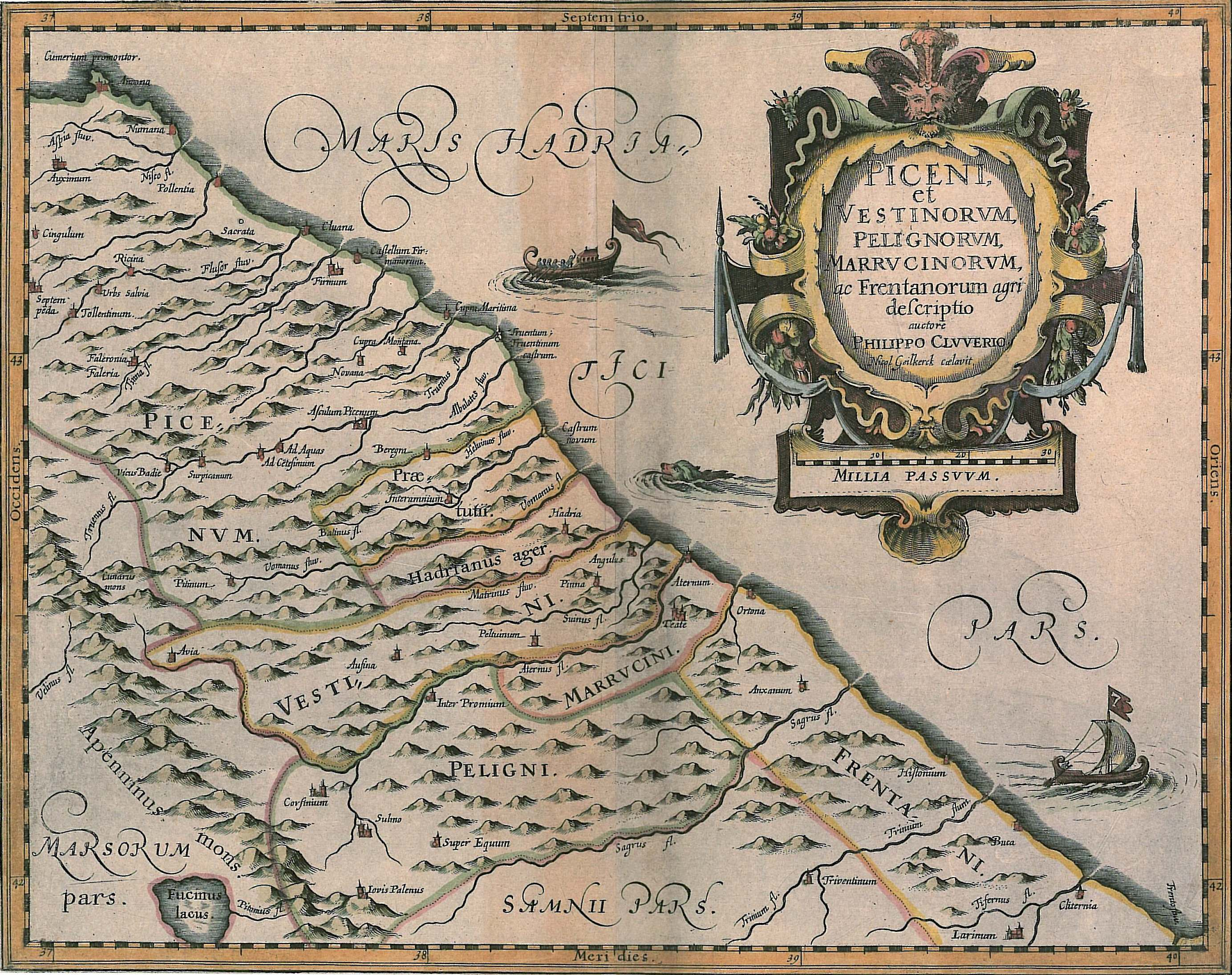
『Italia Antiqua』（1624年）所収の地図。

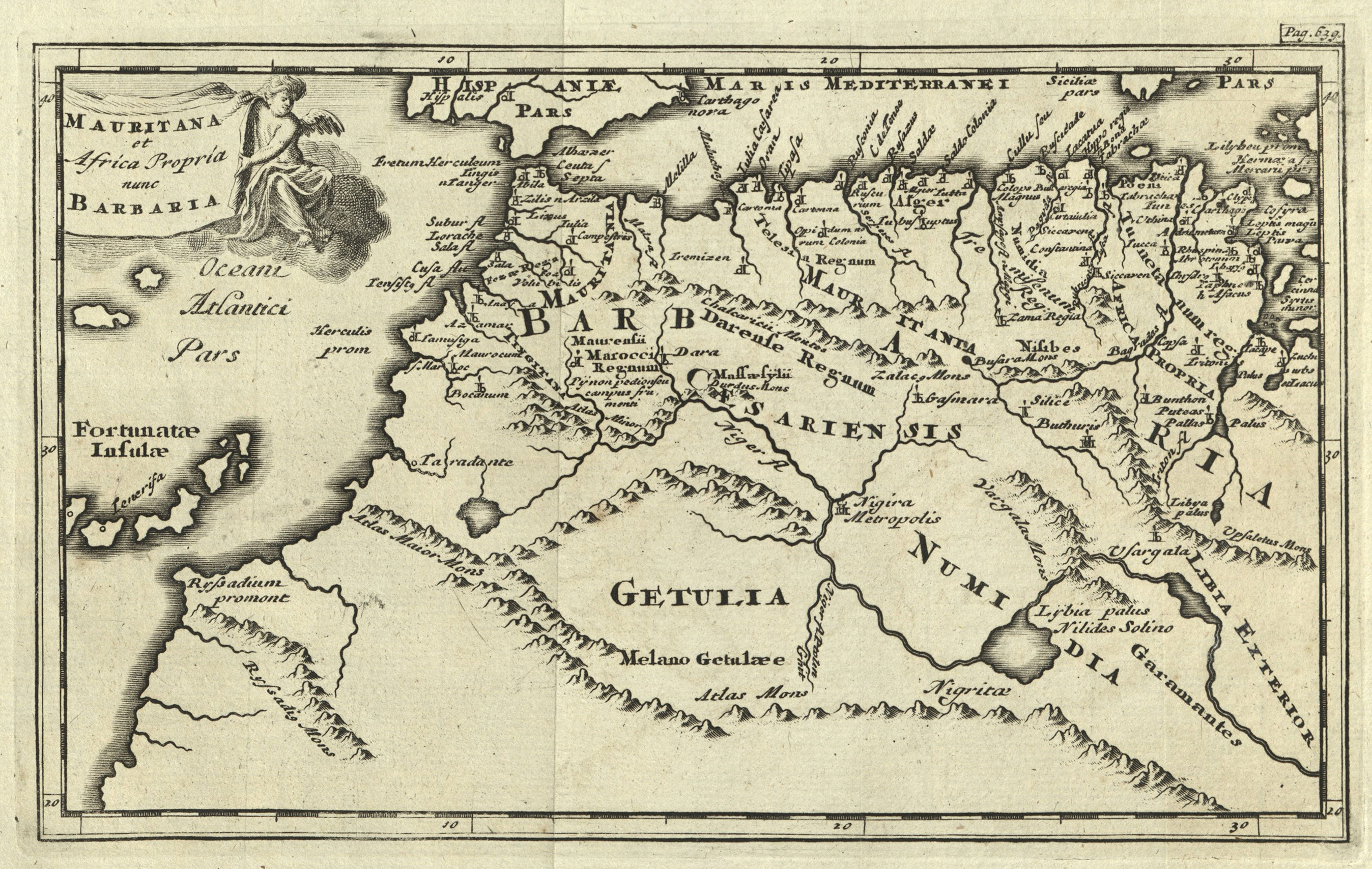
『Mauritania et Africa Propria nunc Barbaria』（1624年ころ）。

フィリップ・クリューヴァー（Philipp Clüver、姓は Klüwer、Cluwer、Cluvier とも、1580年 - 1622年12月31日）は、近世ドイツの地理学者、歴史家。ラテン語化された名である、フィリップス・クルヴェリウス (Philippus Cluverius)、フィリッピ・クルヴェリイ (Philippi Cluverii) としても知られる。

## 生涯
ポーランド王国の一地方であった王領プロイセンのダンツィヒ（グダニスク）に生まれた。ポーランド王ジグムント3世の宮廷にしばらく身を置いた後、ネーデルラント連邦共和国のライデン大学で法律を学び始めたが、程なくして、ジョゼフ・ジュスト・スカリジェがこの大学で教えていた歴史と地理に関心を転じた。
クリューヴァーは、ダンツィヒの鋳貸請負人頭 (Münzmeister) であった父親から、もともと科学の教育を受けていたが、クリューヴァーが学問上の関心を変えたため、父は学資の支援を止めた。このためクリューヴァーはライデンを離れ、王領ハンガリーを通ってボヘミアに赴き、数年間軍務に就いた。
ボヘミア滞在中、彼は、投獄中であったロプコヴィッツ家のポペル・ロプコヴィッツ男爵 (Baron Popel Lobkowitz) の弁明書をラテン語に翻訳した。その後、ライデンに戻った彼は、神聖ローマ帝国（ハプスブルク帝国）当局からのこの件での制裁に直面したが、彼はライデンの友人たちの助けを得て、これを退けることができた。
クリューヴァーは、イングランド王国、スコットランド王国、フランス王国にも旅行した。彼はすべての旅行を徒歩でおこない、最終的にライデンに戻り、1616年以降は大学から定期的に年金を受け取るようになった。彼は、ライデンで死去した。

## 業績
好古家であったクリューヴァーは、ライデンで地理学者としての特別な任務を与えられており、大学図書館に配属されていたが、彼が生涯をかけて取り組んだプロジェクトは、古典古代世界の地理全般の研究であり、古典文献の典拠によるだけでなく、彼自身の貢献として、広範囲な旅行を踏まえた各地における見聞を踏まえてこれに取り組んだ。彼は、事実上、歴史地理学の創始者となった。
クリューヴァーの最初の業績は、1611年に発表された、古代ローマ時代のライン川下流地域に居住していた部族について検討した『Commentarius de tribus Rheni alveis, et ostiis; item. De Quinque populis quondam accolis; scilicet de Toxandris, Batavis, Caninefatibus, Frisiis, ac Marsacis』で、解放を求める八十年戦争の最中、12年間の休戦中であったネーデルラント17州で生まれていた国民意識の源に触れるものであった。
クリューヴァーの『Germaniae antiquae libri tres』（1616年、ライデン）は、タキトゥスなど、ラテン語で著作を残した著作家たちの文献に依拠している。シチリアの古物についての書物で、サルデーニャやコルシカについての注釈も付けられた『Sicilia Antiqua cum minoribus insulis ei adjacentibus item Sardinia et Corsica』は、1619年にライデンで、ローデウェイク・エルゼヴィルによって刊行されたが、これは古典期の著作家たちかた多くを参照した有益な参考文献であり、収録された地図はしばしば取り出されて、地図蒐集家たちに売却されている。彼の死後、1624年以降に、全6部で刊行された『Introductio in universam geographiam』は、近代地理学の最初の包括的な著作であり、標準的な地理学の教科書とされた。
クリューヴァーは、数学や神学の主題についても多作な著作家であった。地図学に関心を寄せる蒐集家や歴史家は、彼がプトレマイオスの『地理学 (Geographia)』のエディションを（1578年のメルカトルによるエディションを踏まえて）おこなったことや、17世紀の大部分を通して再印刷が重ねられた各種の小型地図帳で知られている。彼の地図の多くは、ペトルス・ベルチウスがエッチングで製作していた。

## おもな業績
- Germania Antiqua (1616)
- Siciliae Antiquae libri duo (1619)
- Sardinia et Corsica Antiqua (1619)

以下、没後出版。
- Italia Antiqua (1624)
- Introductio in Universam Geographiam (1624–1629)
  - 全6部。立岡裕士による日本語訳が公刊されている[3][4][5]。

## ギャラリー

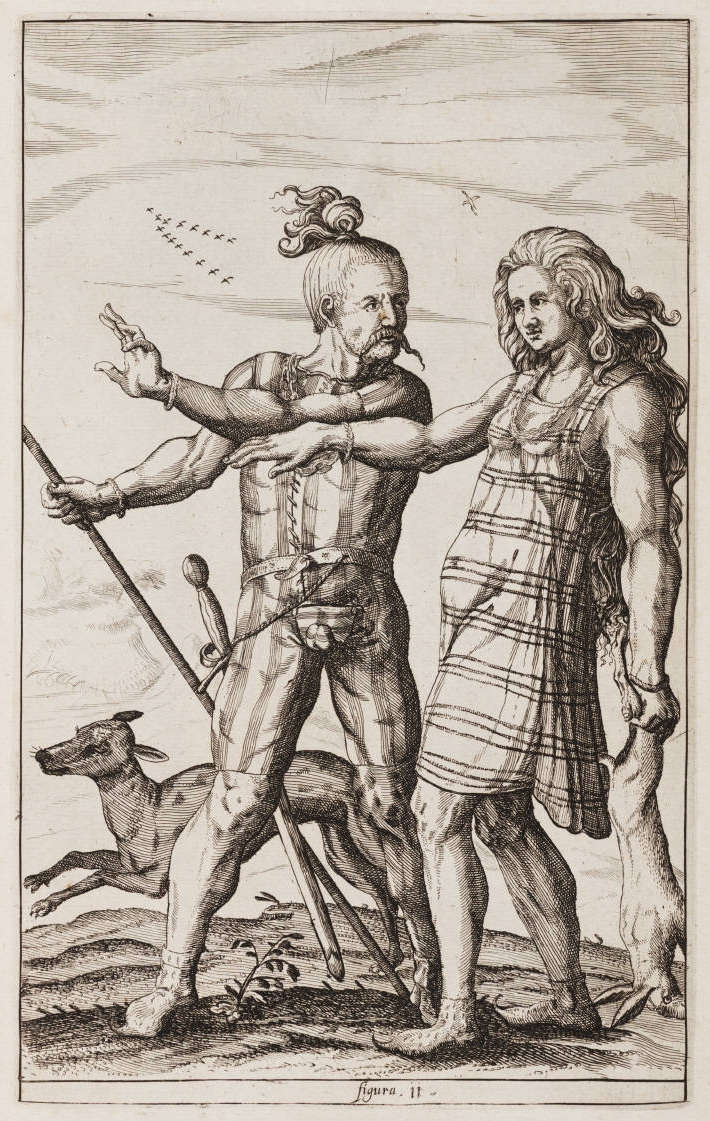
Germania antiqua, Pl. 11
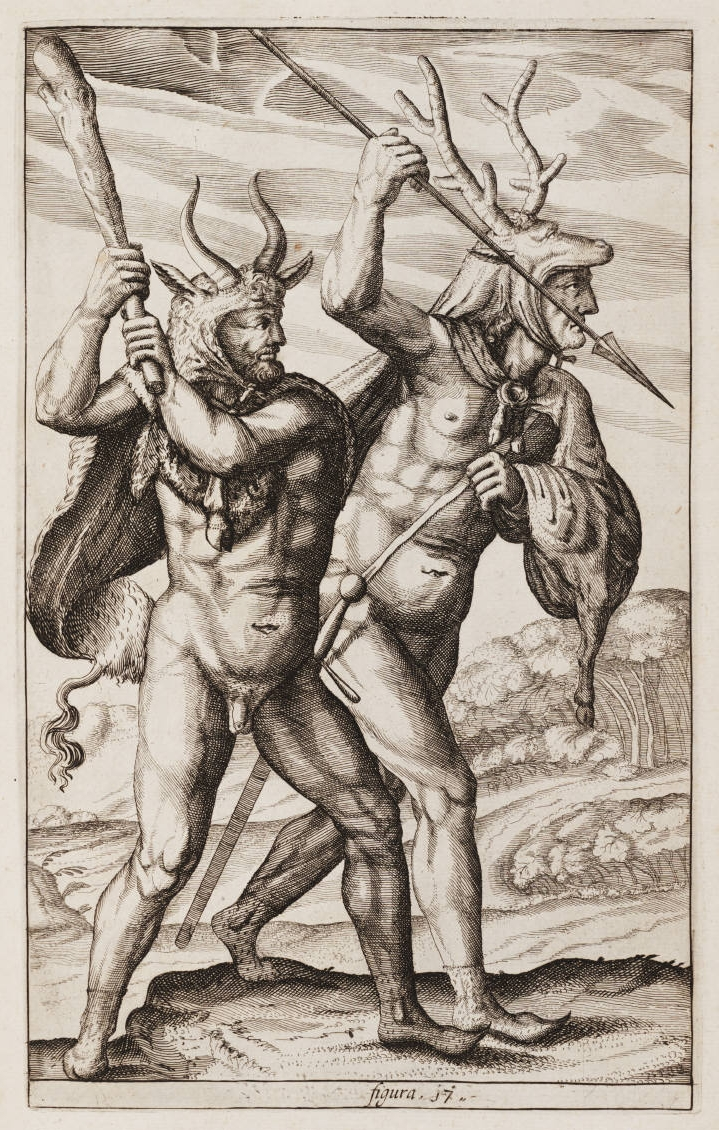
Germania antiqua, Pl. 17
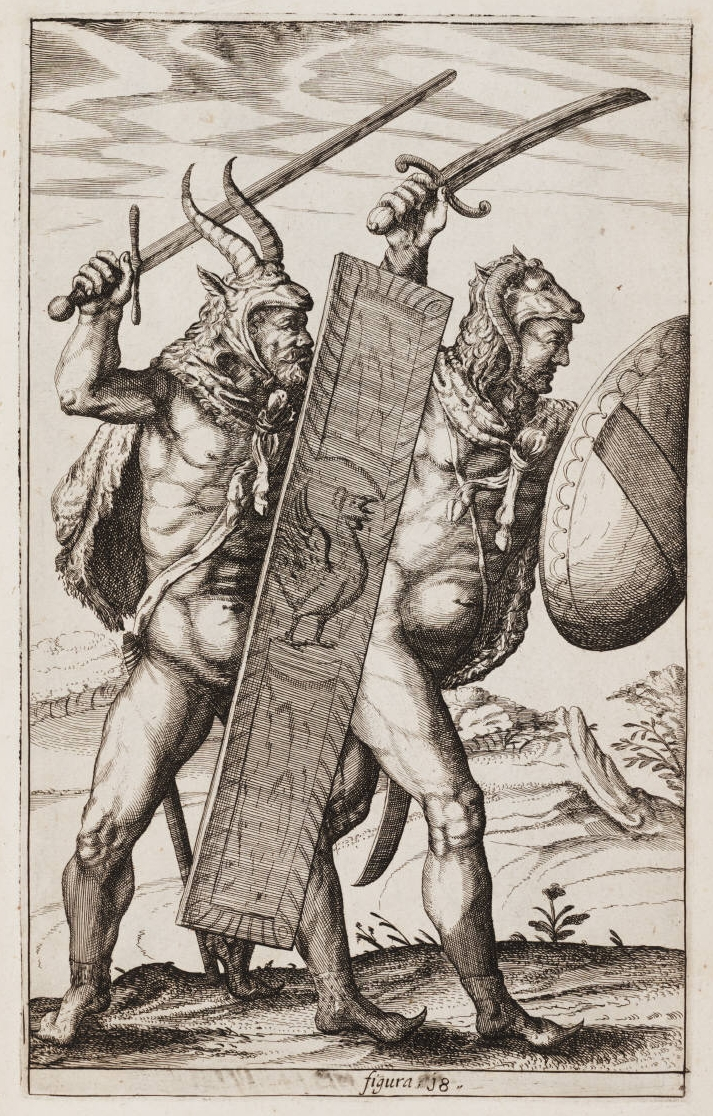
Germania antiqua, Pl. 18
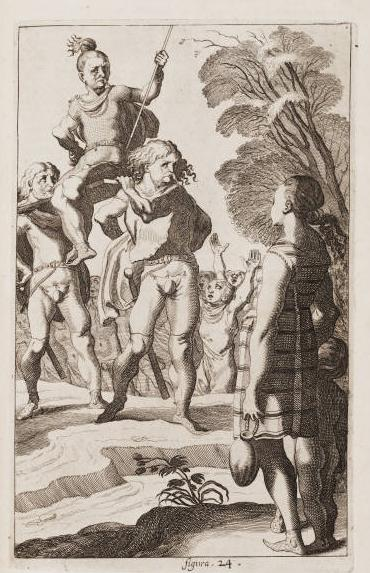
Germania antiqua, Pl. 24